# Henry Lewis Guy
Henry Lewis Guy CBE, FRS, (Penarth, 15 de junho de 1887 – 20 de julho de 1956) foi um engenheiro mecânico britânico, notável por seu trabalho sobre projeto de turbinas a vapor.

## Vida
Guy nasceu em Penarth, no Vale of Glamorgan, País de Gales. Foi aprendiz na Taff Vale Railway, e estudou na University College of South Wales, onde obteve um diploma em engenharia mecânica e elétrica.

## Carreira
Em 1915 começou a trabalhar na British Westinghouse Company (que tornou-se depois a Metropolitan-Vickers) como engenheiro projetista. Em 1918 foi apontado engenheiro mecânico chefe da companhia, cargo no qual permaneceu até 1941.
Guy foi eleito Fellow of the Royal Society em 1936.
Durante a Segunda Guerra Mundial serviu em diversos comitês, incluindo o Scientific Advisory Council of the Ministry of Supply. Recebeu a ordem de CBE em 1943 e foi cavaleiro em 1949.
De 1941 até aposentar-se em 1951 foi secretário da Institution of Mechanical Engineers.